# Hirehadagalli, Hadagalli
Hirehadagalli là một làng thuộc tehsil Hadagalli, huyện Bellary, bang Karnataka, Ấn Độ.